# Anoeconeossa assimilis
Anoeconeossa assimilis är en insektsart som först beskrevs av Walter Wilson Froggatt 1900.  Anoeconeossa assimilis ingår i släktet Anoeconeossa och familjen rundbladloppor. Inga underarter finns listade i Catalogue of Life.